# .sz
.sz je internetová národní doména nejvyššího řádu pro Svazijsko.